# Range Rover Evoque
Range Rover Evoque (заводський індекс L538) — компактний SUV британської компанії Land Rover.

## Перше покоління (L538, 2011–2018)

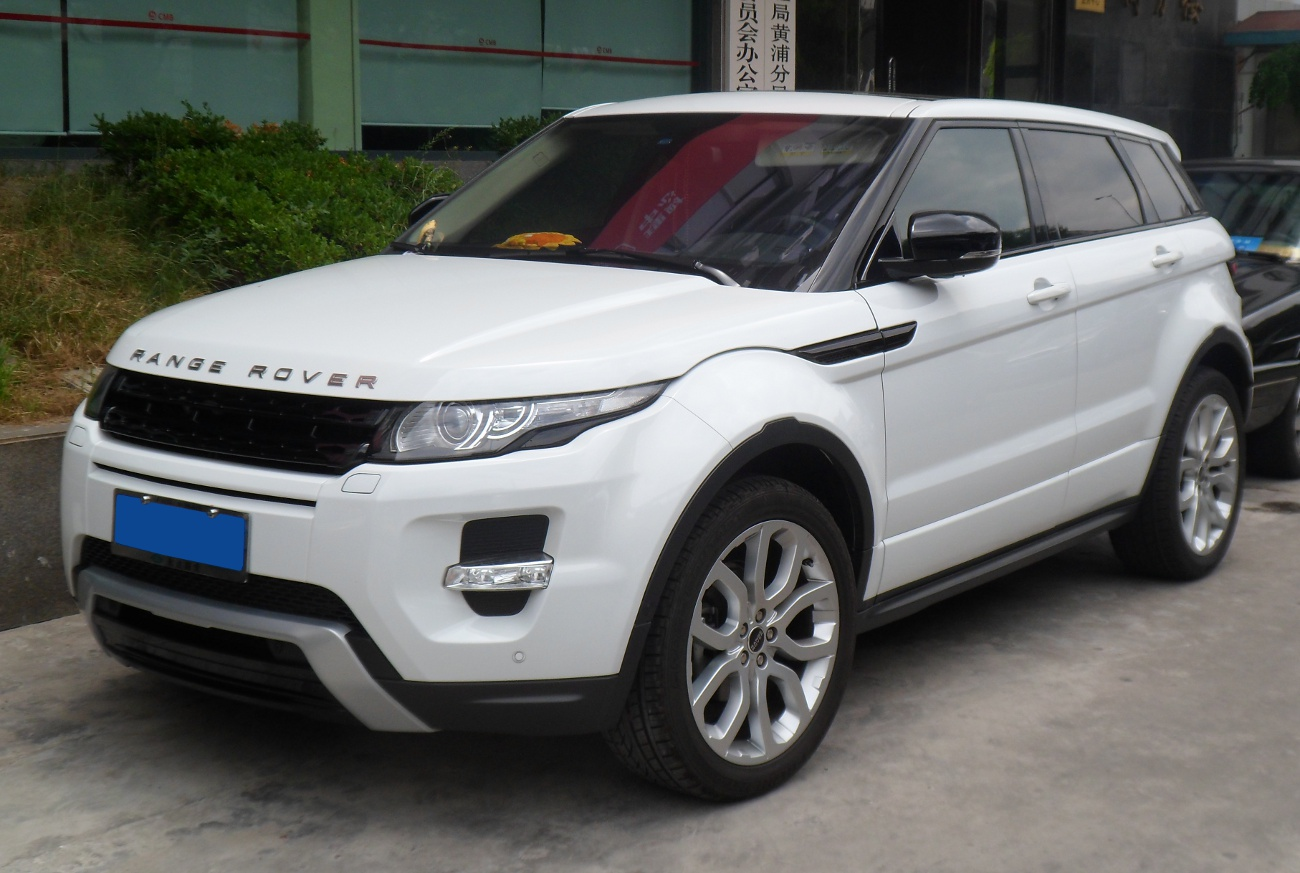
Range Rover Evoque (2011-2015)

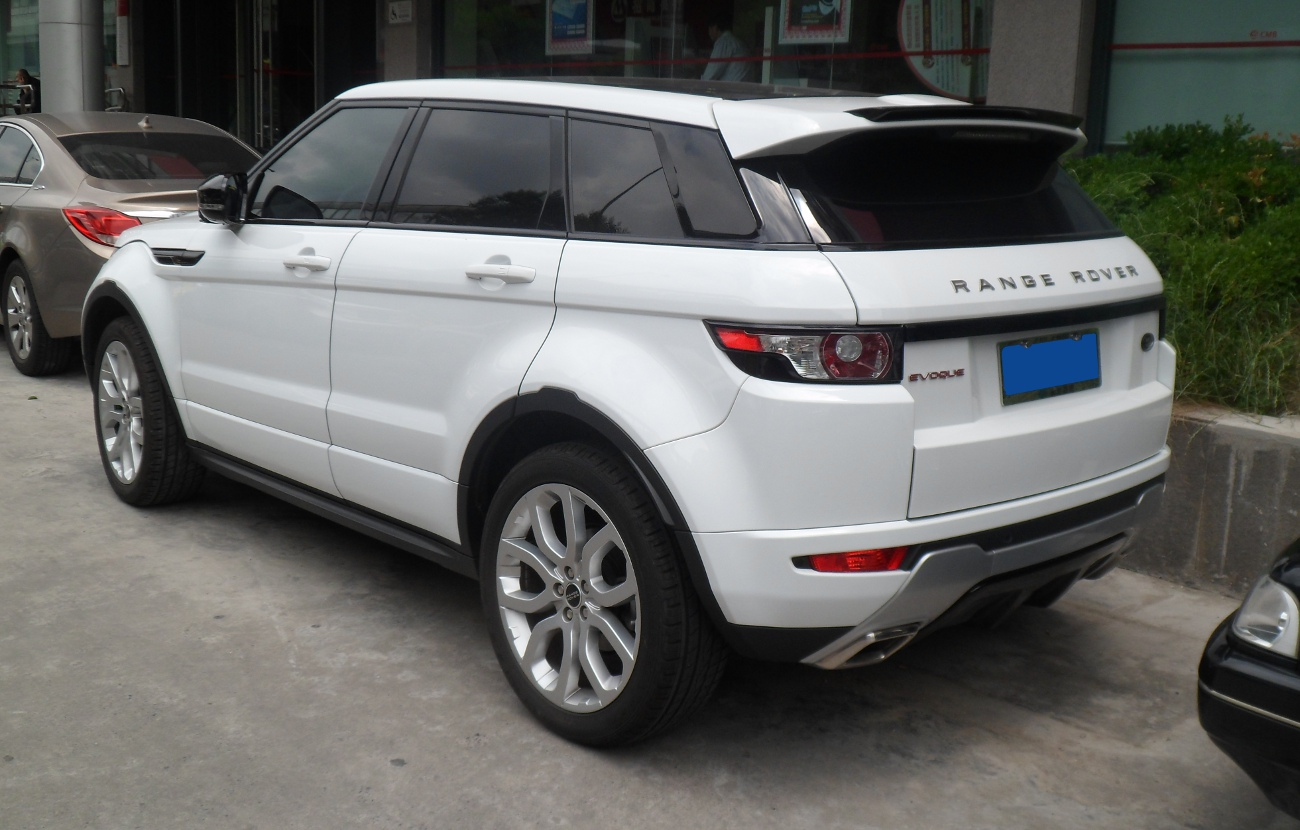
Range Rover Evoque (2011-2015)

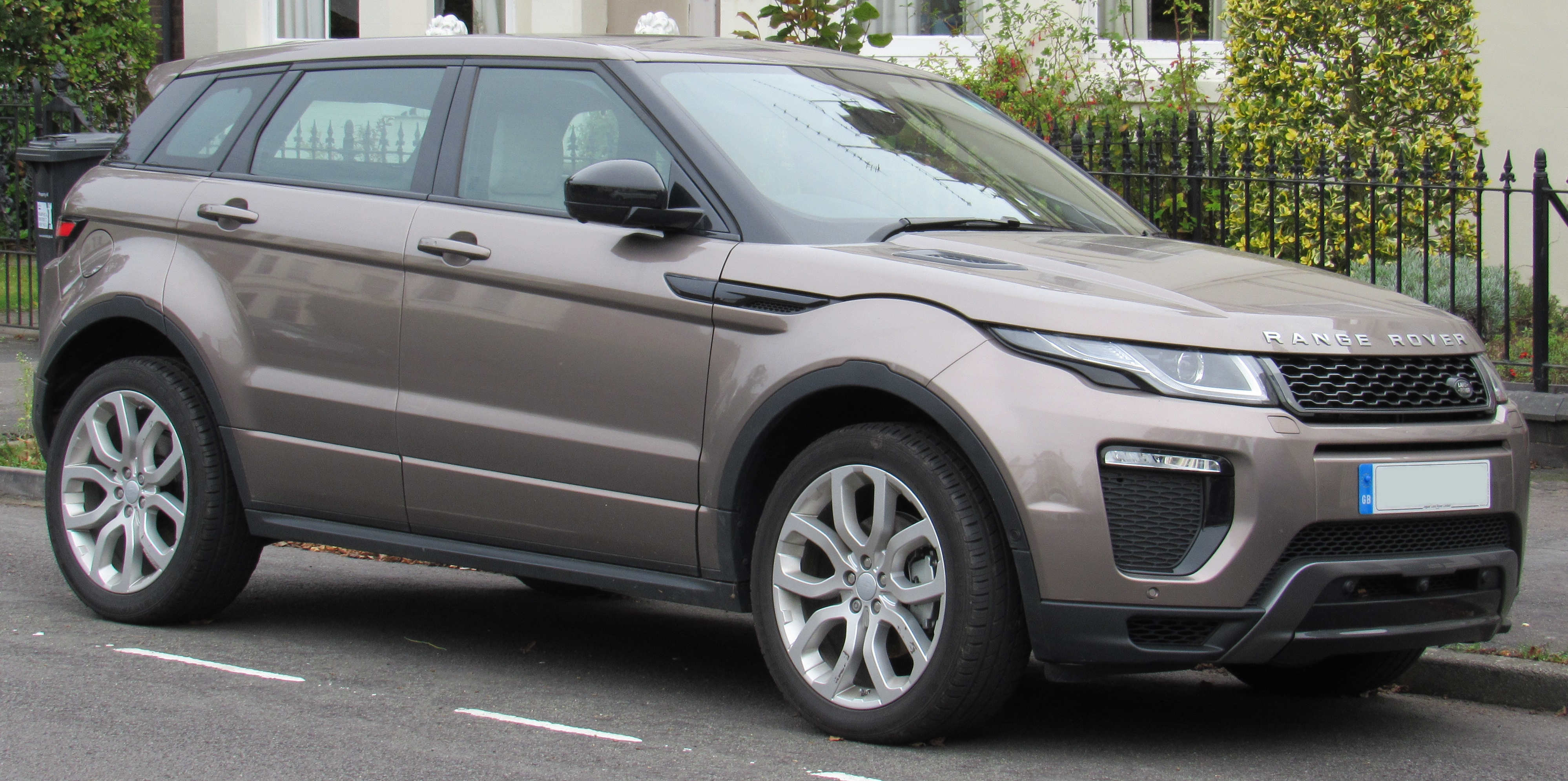
Range Rover Evoque (з 2015)

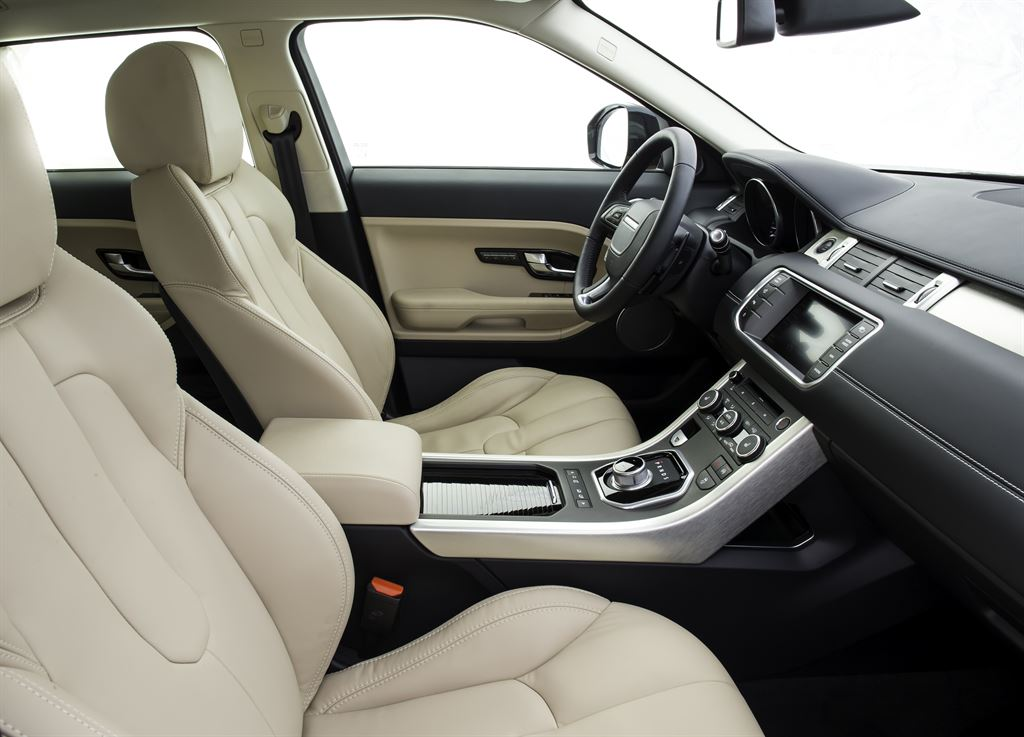
Салон Range Rover Evoque (з 2015)

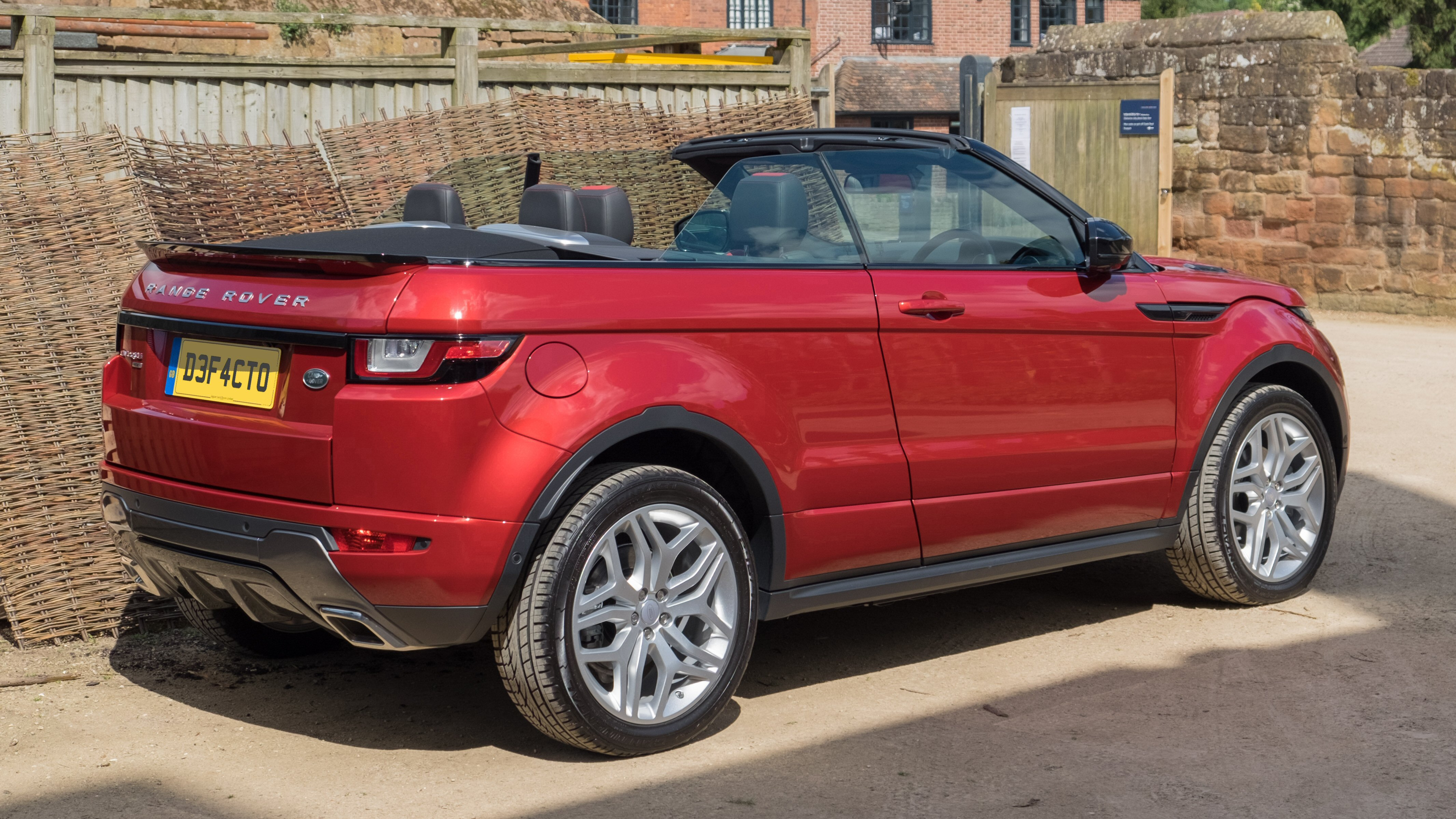
Range Rover Evoque Convertible (з 2016)

Концепт-кар Range Rover Evoque під назвою Land Rover LRX вперше представлений на Північноамериканському міжнародному автосалоні в лютому 2008 року. Серійна версія моделі була представлена на Паризькому автосалоні в 2010 році.
Виробництво Range Rover Evoque стартувало 4 липня 2011 року на заводі групи Jaguar Land Rover в Халвуді.
Автомобіль продається в трьохдверній або п'ятидверній версії кузова з переднім або повним приводом та оснащується як дизельними двигунами об'ємом 2,2 літра (спільної розробки Ford і PSA Peugeot Citroen) потужністю 150 к.с. і 190 к.с., вже відомими по автомобілю Freelander 2, так і новим бензиновим двигуном з турбонагнітачем і прямим впорскуванням палива, робочий об'ємом 2,0 літра, потужністю 240 к.с. Дизельні двигуни можуть бути агрегатовані 6-ступінчастою механічною або 6-ступінчастою автоматичною коробкою передач. Бензиновий двигун доступний тільки з автоматичною коробкою передач. Передня підвіска незалежна, типу McPherson з пружинами і стабілізатором поперечної стійкості, задня - також незалежна, типу McPherson з пружинами і стабілізатором поперечної стійкості.
Автомобіль пройшов тест Euro NCAP в 2011 році, отримавши 5 зірок за безпеку.
В березні 2015 року на автосалоні в Женеві дебютував оновлений Евок. Зовні оновлений кросовер відрізняється від попередньої машини бамперами, ґратами радіатора, більшим повітрозабірником, підкоригованими ліхтарями. Крім того, для Евока доступні повністю світлодіодні адаптивні фари - вперше для моделей Jaguar і Land Rover. Автомобіль отримав нові турбодизельні двигуни об'ємом 2,0 літра сімейства Ingenium (в перекладі «Талант»).
Найбільшою новиною від Evoque у 2016 році стала поява кабріолету. Від цього автомобіля, на базі купе, дійсно не можна відірвати погляду. Його винятково добре продуманий верх гарно виглядає як  в розкладеному так і в складеному вигляді та залишає адекватний простір багажного відділення. Інші зміни 2016 року включають розширення комплектацій та додання інформаційно-розважальної системи InControl Touch. Всі версії Land Rover Range Rover Evoque 2016 року експлуатують 4-циліндровий двигун з турбонаддувом та безпосереднім вприскуванням, об’ємом 2,0 л, потужністю 240 к.с. 5-дверний Evoque представлений у наступних комплектаціях - SE, SE Premium, HSE, HSE Dynamic та Autobiography; купе у SE Premium; та кабріолет у SE Dynamic та HSE Dynamic.

### Двигуни[1]
| Двигун    | Об'єм    | Циліндри | Потужність | Крутний момент | Тип приводу                |
| --------- | -------- | -------- | ---------- | -------------- | -------------------------- |
| Бензинові |          |          |            |                |                            |
| 2,0 Si4   | 1999 см3 | 4 в ряд  | 240 к.с.   | 340 Нм         | Повний привід              |
| 2,0 Si4   | 1999 см3 | 4 в ряд  | 290 к.с.   | 400 Нм         | Повний привід              |
| Дизельні  |          |          |            |                |                            |
| 2,0 eD4   | 1999 см3 | 4 в ряд  | 150 к.с.   | 380 Нм         | Передній привід або повний |
| 2,2 eD4   | 2179 см3 | 4 в ряд  | 150 к.с.   | 380 Нм         | Передній привід            |
| 2,2 TD4   | 2179 см3 | 4 в ряд  | 150 к.с.   | 400 Нм         | Повний привід              |
| 2,0 TD4   | 1999 см3 | 4 в ряд  | 180 к.с.   | 430 Нм         | Повний привід              |
| 2,2 SD4   | 2179 см3 | 4 в ряд  | 190 к.с.   | 420 Нм         | Повний привід              |
| 2,0 SD4   | 1999 см3 | 4 в ряд  | 240 к.с.   | 500 Нм         | Повний привід              |

## Друге покоління (L551)

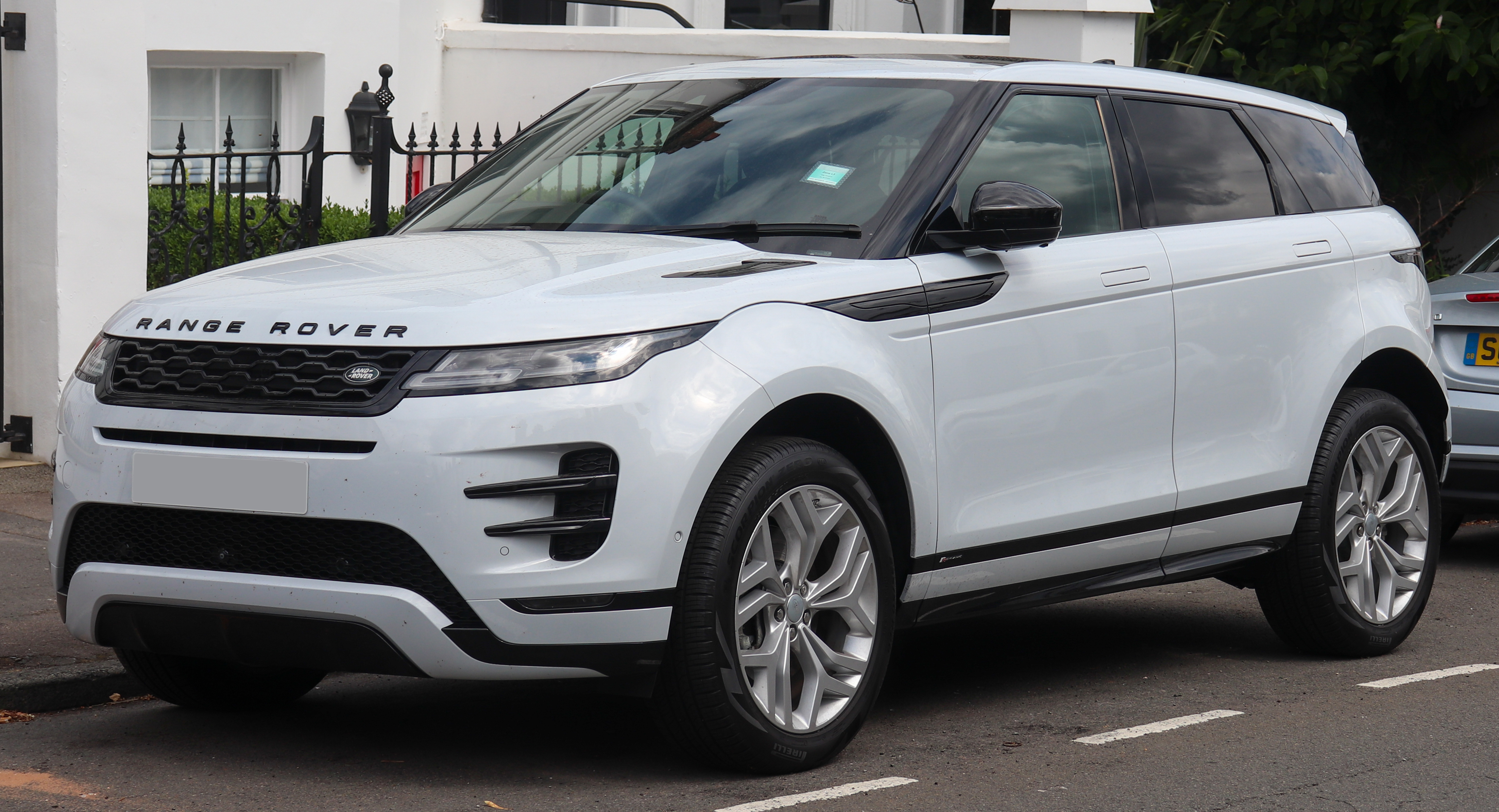
Range Rover Evoque (L551)

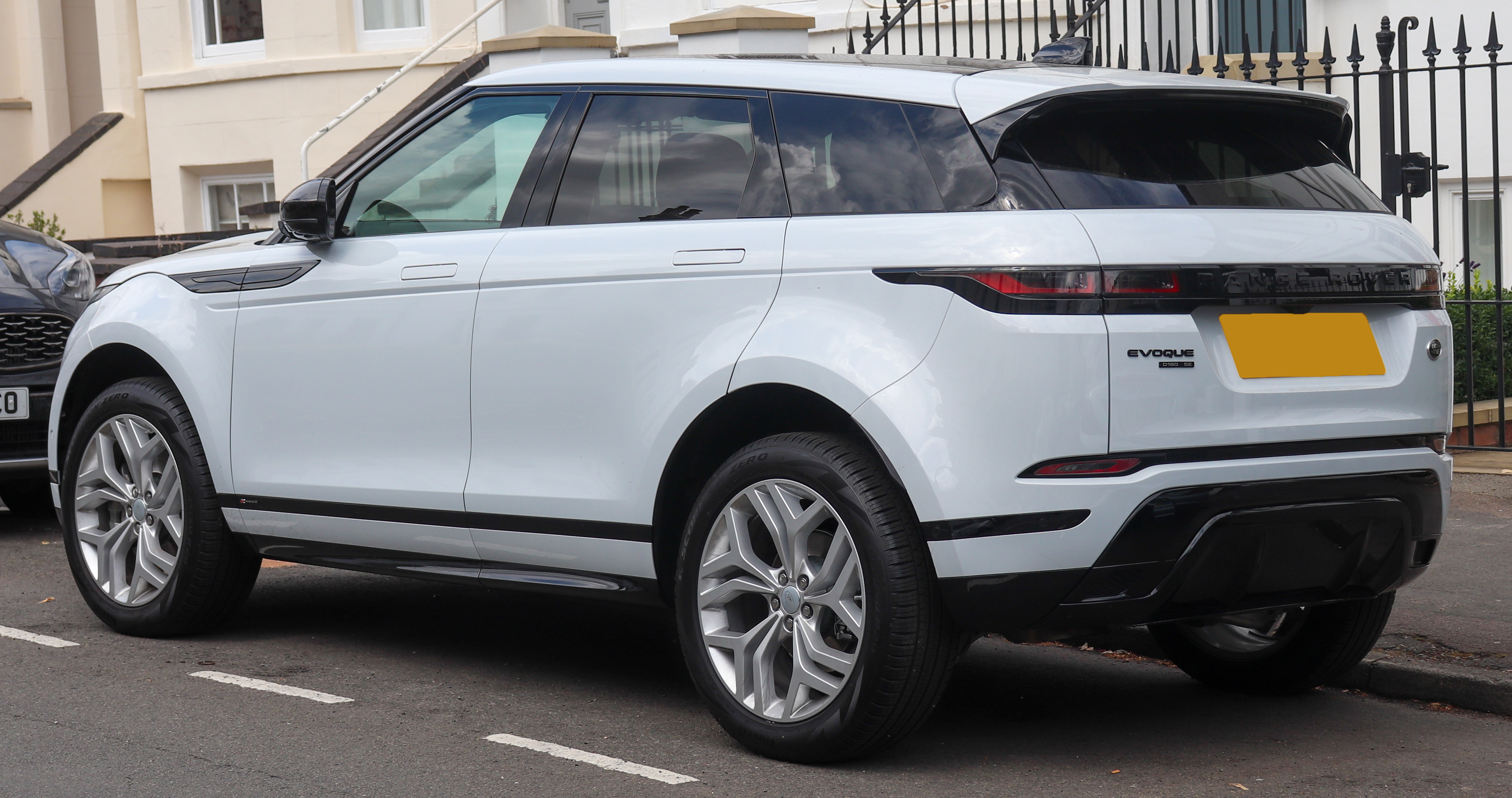

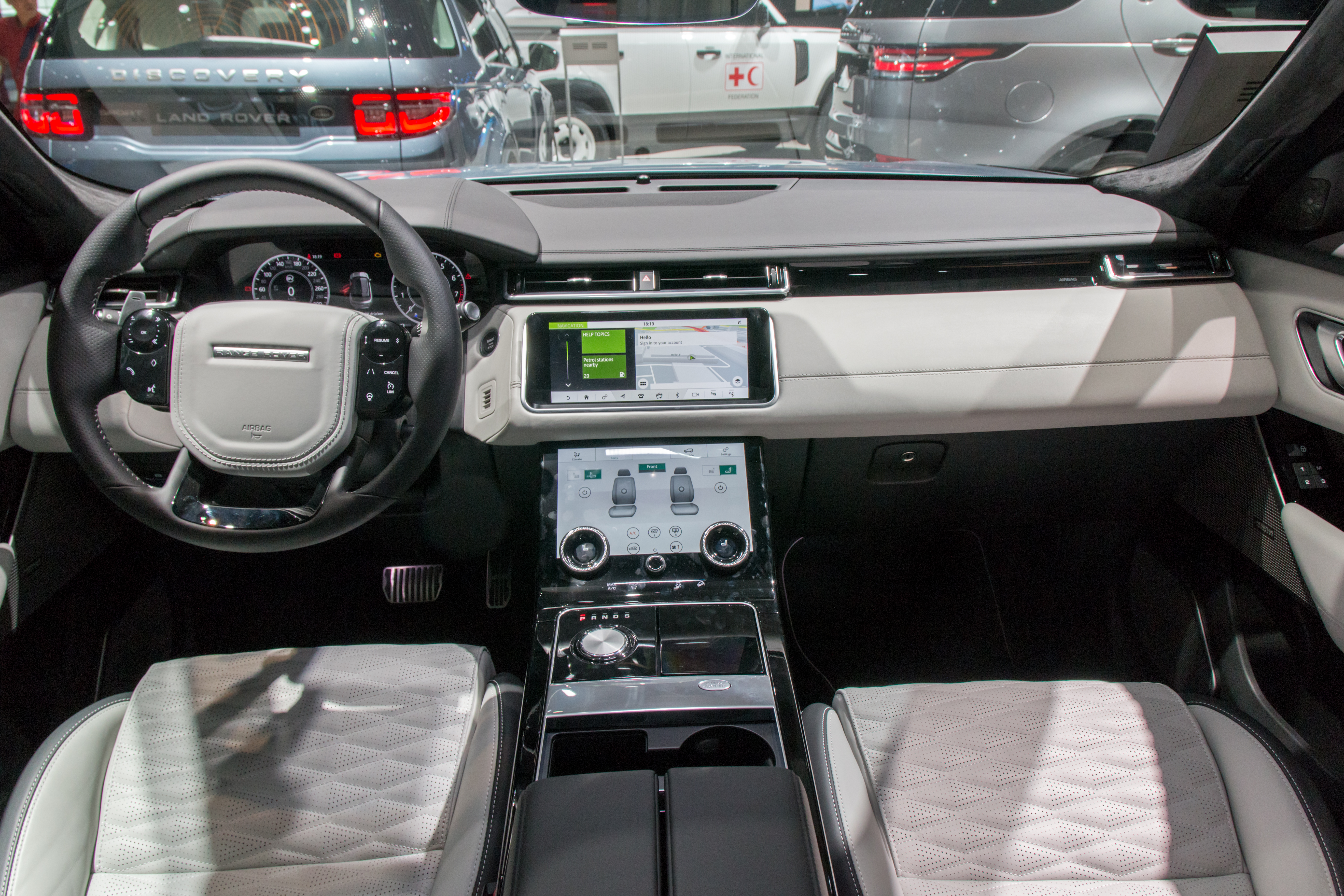

23 листопада 2018 року кросовер Range Rover Evoque другого покоління відсвяткував прем'єру на спеціальному заході в Лондоні - там же, де вісім років тому на світ з'явився попередник. В основу лягло шасі Premium Transverse Architecture (PTA). Це означає, що спереду - більш досконалі стійки McPherson з гідроопорами важелів, а ззаду замість колишнього Макферсона використана фірмова багатоважільна з маленькою «інтегральною» ланкою між однією з поперечних тяг і кулаком. Колісна база підросла на 21 мм, до 2681 мм (пряма вказівка на Jaguar E-Pace), а ось зовнішні розміри майже не змінилися. Довжина виросла всього на міліметр до 4371 мм, ширина - на чотири до 1904. У висоту Evoque додав відразу 14 мм (+1649 мм). Кліренс (212 мм) посутньо не змінився. Кут в'їзду - колишні 25º, з'їзду - зменшився з 33º до 30,6º. Зате брід може бути глибше: 60 см замість 50. Система вимірювання глибини Wade Sensing орієнтується по ультразвуковим датчикам в дзеркалах.
Перехід на PTA для Евока означає не тільки зміну підвісок, але і прірву нової електроніки, а ще ця модель адаптована до гібридних систем різного типу. З самого початку продажів у машини буде три бензинових і два дизельних мотора, все з сім'ї Ingenium. Всі двигуни в Евока поєднуються з дев'ятиступеневим «автоматом» ZF, переналаштованим в сторону більш плавного руху. Лінійка для України: дизелі Td4 (150 к.с.) і Td4 (180 к.с.), бензинові агрегати Si4 (200 к.с.), Si4 (249 к.с.) і помірний гібрид Si4 MHEV (300 к.с.). Всі - з «автоматом» і повним приводом.
Мультимедійна система Touch Pro Duo, як на останніх Рейндж і ягуари, володіє двома 10-дюймовими сенсорними дисплеями (обіцяно «швидше ПО»), цифрова приборка налічує діагональ в 12,3 дюйма, є інтерфейси Apple CarPlay і Android Auto. Плюс повноколірний проєкційний дисплей, іонізатор повітря, точку доступу 4G Wi-Fi, що підтримує до восьми пристроїв, шість USB-портів, кріплення для планшетів на другому ряду з підзарядкою, управління зі смартфона InControl Remote (замки, «клімат», рівень палива і так далі).
Ще одну новацію потрібно описати детальніше, вона багато важить для всієї марки Land Rover. Це система Smart Settings з елементами штучного інтелекту. Вона вивчає звички власника (настройки «клімату», керма та сидіння, часто набираються в ті чи інші дні тижня номера телефонів, вибір програм масажу) і налаштовує машину під людини, дізнаючись його по смартфону (в пам'яті зберігається до восьми різних налаштувань). Крім того, Evoque отримав цифрове салонне дзеркало ClearSight, що перетворюється в екран з високою роздільною здатністю. Він показує картинку з камери, розташованої над заднім склом, і дає широкий огляд (50 градусів) в умовах, коли звичайне відображення використовувати незручно (заважає багаж або низька освітленість).
У 2020 році Evoque повністю оновили. Відтепер в стандартну комплектацію входять Apple CarPlay, Android Auto та система адаптування до навколишніх умов Terrain Response 2. Опціонально  доступною стала функція ClearSight Ground View. Вона проектує на екран те, що знаходиться під автомобілем. Land Rover Range Rover Evoque 2020 обладнаний 246-сильним  чотирициліндровим двигуном 2,0 з турбонаддувом. У версії R-Dynamic цей силовий агрегат поєднаний з м'якою гібридною системою, яка підвищує його потужність до 296 к.с. У стандартній комплектації обидва двигуни поєднані з дев'ятиступінчатим "автоматом". 
Модель Range Rover Evoque 2021 року отримала нову інформаційно-розважальну систему з інтерфейсом Pivi Pro. Мультимедіа оновлюється по бездротовій мережі та зручніша для користувача, ніж попередня версія.  
Об'єм вантажного простору Range Rover Evoque 2023 за задніми сидіннями - 591 л, зі складеними задніми сидіннями -1383 л.  
У 2024 році Range Rover Evoque отримав новий стандартний 11,4-дюймовий сенсорний дисплей мультимедійної системи.   

### Двигуни
| Модель        | Об'єм    | Циліндри | Потужність | Крутний момент | Тип приводу                |
| ------------- | -------- | -------- | ---------- | -------------- | -------------------------- |
| Бензинові     |          |          |            |                |                            |
| P200 AWD      | 1999 см3 | 4 в ряд  | 200 к.с.   | 320 Нм         | Повний привід              |
| P250 AWD      | 1999 см3 | 4 в ряд  | 249 к.с.   | 365 Нм         | Повний привід              |
| P300 AWD      | 1999 см3 | 4 в ряд  | 300 к.с.   | 400 Нм         | Повний привід              |
| Дизельні      |          |          |            |                |                            |
| D150/D150 AWD | 1999 см3 | 4 в ряд  | 150 к.с.   | 380 Нм         | Передній привід або повний |
| D180 AWD      | 1999 см3 | 4 в ряд  | 180 к.с.   | 430 Нм         | Повний привід              |
| D240 AWD      | 1999 см3 | 4 в ряд  | 240 к.с.   | 500 Нм         | Повний привід              |

## Продажі в світі
| Рік    | Кількість |
| ------ | --------- |
| 2011   | 22,710    |
| 2012   | 108,598   |
| 2013   | 124,292   |
| 2014   | 125,364   |
| 2015   | 108,620   |
| 2016   | 112,461   |
| Всього | 602,044   |